# Faith Ford
Alexis 'Faith' Ford (Alexandria, 14 september 1964) is een Amerikaans actrice en voormalig model. Ze speelde van 1988 tot en met 1998 Corky Sherwood in de komedieserie Murphy Brown. Hiervoor werd ze onder meer vijf keer genomineerd voor een Emmy Award, twee keer voor een Golden Globe en één keer voor een American Comedy Award.
Na Murphy Brown speelde Ford onder meer titelpersonage Hope Shanowski in de televisieserie Hope & Faith en in films als Sometimes They Come Back... for More, Beethoven's 5th en The Pacifier. In 2004 publiceerde ze een kookboek getiteld Cooking with Faith: 125 Classic and Healthy Southern Recipes.
Ford trouwde in 1989 met Robert Nottingham, maar hun huwelijk strandde in 1996. In 1998 hertrouwde ze met Campion Murphy.

## Filmografie
*Exclusief televisiefilms, tenzij aangegeven
- The Pacifier (2005)
- Beethoven's 5th (2003)
- Sometimes They Come Back... for More (1998)
- Her Desperate Choice (1996)
- North (1994)
- For Goodness Sake (1993)
- You Talkin' to Me? (1987)

## Televisieseries
*Exclusief eenmalige gastrollen
- Carpoolers - Leila Brooker (2007-2008, twaalf afleveringen)
- Hope & Faith - Hope Shanowski (2003-2006, 59 afleveringen)
- The Norm Show - Shelley Kilmartin (1999-2001, 32 afleveringen)
- Family Guy - Corky Sherwood (2000, twee afleveringen)
- Maggie Winters - Maggie Winters (1998-1999, twee afleveringen)
- Murphy Brown - Corky Sherwood (1988-1998, 120 afleveringen)
- thirtysomething - Janine (1987-1988, vijf afleveringen)
- The Popcorn Kid - Lynn Holly Brickhouse (1987, zes afleveringen)

- Biblioteca Nacional de España: XX1416066
- Bibliothèque nationale de France: cb14022523n (data)
- International Standard Name Identifier: 0000 0001 1606 2685
- Library of Congress Control Number: n2004006604
- Virtual International Authority File: 22340765
- WorldCat: E39PBJqQvvP8FgwrjGmQPj63Qq